# Just Married
Just Married er en amerikansk romantisk komediefilm fra 2003 instrueret af Shawn Levy efter manuskript af Sam Harper. Den handler om et nygift par, Tom Leezak og Sarah McNerney, som har været på bryllupsrejse. Leezak tænker tilbage på bryllupsrejsen, hvor alt gik galt. 
Den kvindelige hovedrolle spilles af Brittany Murphy og den mandlige hovedrolle af Ashton Kutcher.
Just Married fik overvejende negative anmeldelser og fik en score på 20% fra Rotten Tomatoes. Den modtog 1,5 stjerner fra AllMovie, fire ud af fem stjerner fra MSN Film og 28% fra Metacritic.

## Medvirkende
- Ashton Kutcher – Tom Leezak
- Brittany Murphy – Sarah McNerney
- Christian Kane – Peter Prentiss
- David Moscow – Kyle
- Monet Mazur – Lauren
- David Rasche – Mr. McNerney
- Thad Luckinbill – Willie McNerney
- Taran Killam – Dickie McNerney
- Raymond J. Barry – Mr. Leezak
- George Gaynes – Father Robert
- Alex Thomas – Fred

## Soundtrack
1. Mobile (Avril Lavigne)
2. What Is Love (Haddaway)
3. You Set Me free (Michelle Branch)
4. Save Me (Remy Zero)
5. The Anthem (Good Charlotte)
6. Beautiful (Sarah Sadler)
7. Do Your Thing (Basement Jaxx)
8. The Chase (Kane)
9. For My Own Good (The Damnwells)